# Вологодский 18-й пехотный полк
Не путать с Вологодским пехотным полком 1708—1790 годов
Вологодский 18-й пехотный Его Величества короля Румынского полк, 
с 10 января 1917 года — 18-й пехотный Вологодский Его Величества Короля Румынского Фердинанда I полк — пехотная воинская часть Русской императорской армии.
Формирование имело:
- Старшинство — 16 мая 1803 года.
- Полковой праздник — 24 июня.

## Места дислокации
В 1820 году — Сапожок Рязанской губернии, в 1880 году — Чернигов, в 1907 — Новоград-Волынский. Полк входил в состав 4-й пехотной дивизии.

## История
Полк сформирован 16 мая 1803 года под наименованием Вологодский мушкетёрский полк из рот Троицкого, Белёвского, Казанского, Кавказского и Херсонского гренадерских и Витебского, Суздальского, Тифлисского, Кабардинского, Саратовского и Севастопольского мушкетёрских полков; из каждого полка выделено было по роте.
Первые годы Вологодский полк стоял на Кавказе, в 1804 г. участвовал в усмирении восстания горцев в Кабарде, 14 мая 1804 г. принял участие в деле на р. Чегмен, а в июне 1806 г. в ходе русско-персидской войны 1804—1813 годов совершил поход в Дагестан и участвовал в экспедиции против г. Баку. 22 февраля 1811 г. полк назван пехотным. Вследствие нового расписания войск приказом командира Грузинского корпуса от 7 ноября 1819 г. большая часть Навагинского пехотного полка поступила на пополнение Вологодского полка, который «по сему уважению» назван Навагинским, а остаток навагинцев с небольшим числом вологжан направлен был в Россию под неутверждённым именем Вологодского полка. 26 мая 1825 г. полк официально назван по-прежнему Вологодским.
Полк принял участие в войне с Турцией 1828—1829 гг. и в польской кампании 1831 г., где отличился на Понарских высотах, при разбитии отряда Заливского, и при штурме Варшавы, причём потерял убитыми и ранеными почти 35 % своего состава; был убит командир полка полковник Маске, и в командование полком вступил штабс-капитан Горуненко, награждённый орденом св. Георгия 4-й степени. За участие в штурме Варшавы полк награждён Георгиевскими знамёнами.
28 января 1833 г. к полку присоединён Саратовский пехотный полк.
В 1846 г., при переправе на пароме императора Николая I через Неман, близ Ковны, от Вологодского полка была сформирована почётная рота; случилось несчастие и паром с экипажем государя готов был перевернуться, но все обошлось благополучно, благодаря находчивости вологодцев, во главе с поручиком Кардиналовским.
За Венгерскую кампанию 1849 г. 28 нижних чинов полка были награждены знаками отличия Военного ордена.
Во время Восточной кампании полк участвовал в сражении на р. Чёрной и потерял 12 офицеров и 652 нижних чинов убитыми и 21 офицера и 479 нижних чинов ранеными. За участие в обороне Севастополя полк повторно получил Георгиевские знамёна. 16 мая 1903 г. на Георгиевских знамёнах полка велено держать надпись: «За взятие приступом Варшавы 25 и 26 августа 1831 г. и за Севастополь в 1854 и 1855 гг.». 27 мая 1860 г. шефом полка назначен наследник Нидерландского королевства, принц Оранский, числившийся шефом до 15 июня 1879 г.
При усмирении польского мятежа 1863 г. 83 нижних чина награждены знаками отличия Военного ордена. 25 марта 1864 г. полку присвоен № 18.

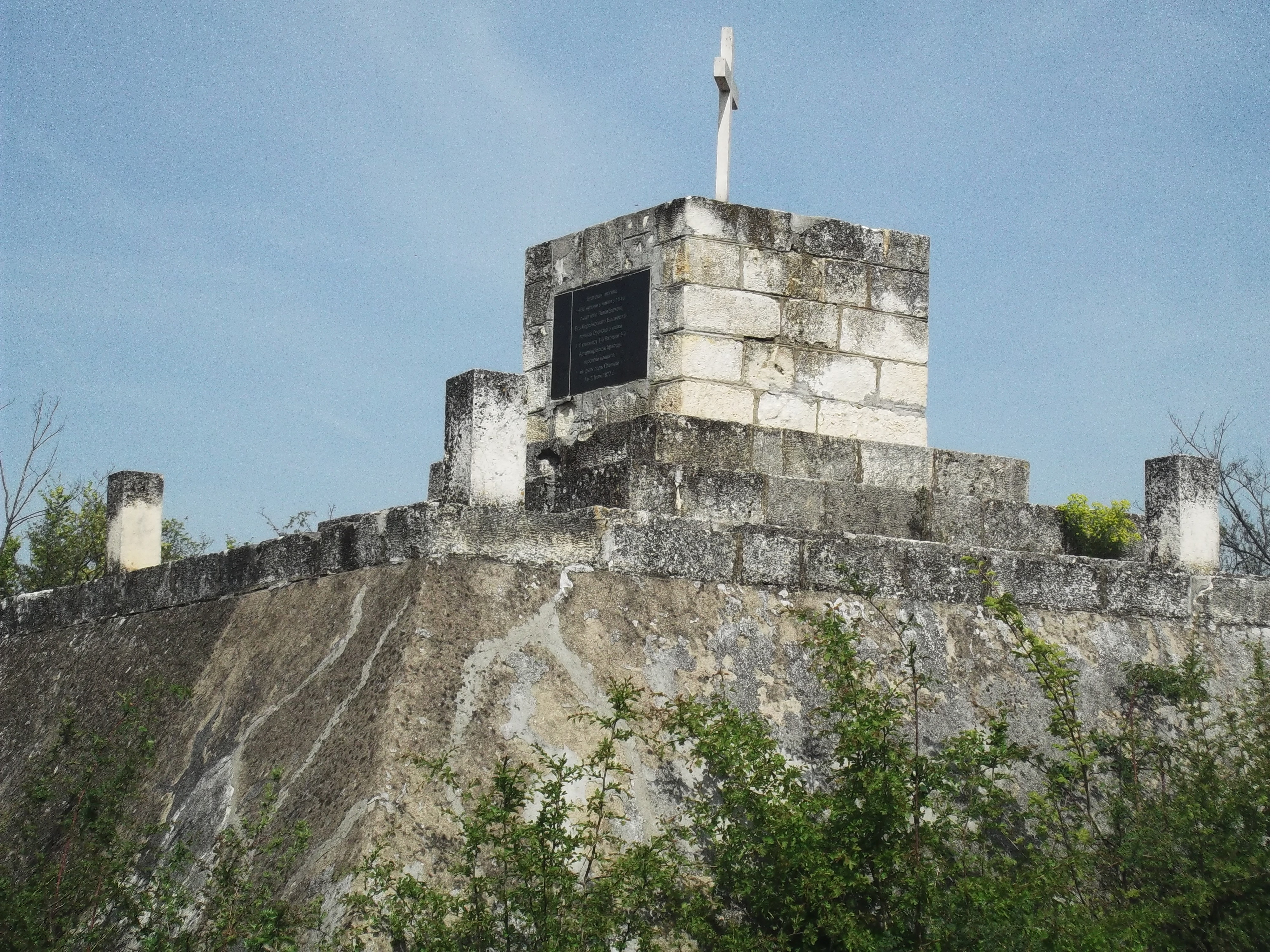
Братская могила 18 полка - д.Буковлък-20.07.1877г.

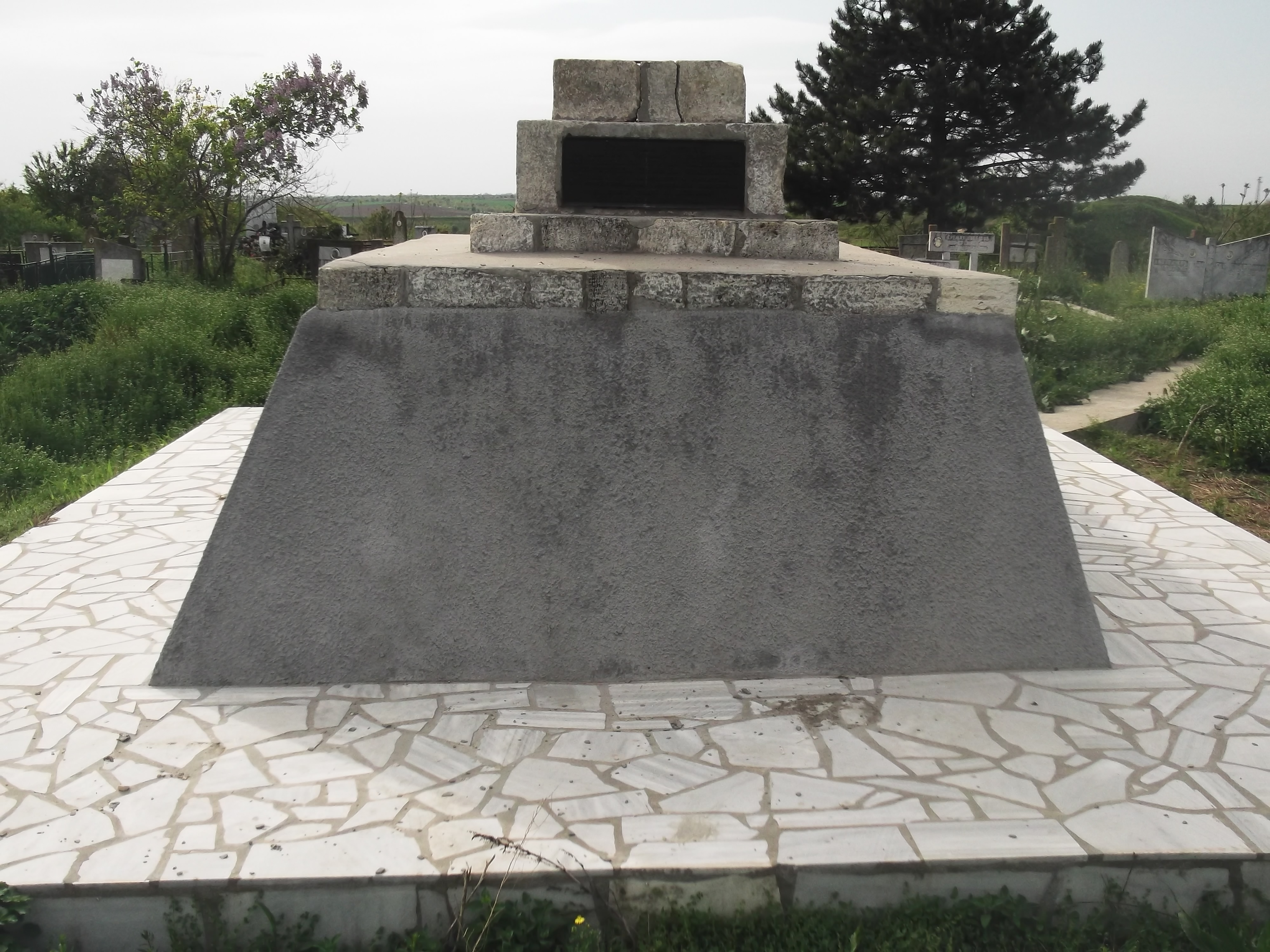
Братская могила Вологодского полка-д.Долна Митрополия-10.12.1877 г.

В русско-турецкую войну 1877—1878 гг. полк участвовал в Никопольском бою, потеряв 2 офицеров и 75 нижних чинов убитыми, 10 офицеров и 198 нижних чинов ранеными, контужен был командир полка полковник Соловьёв.  Во время первой атаки Плевны погибли поистине геройской смертью поручик Хорошенко, майор Юрковский и поручик Коведяев, проявив подвиги изумительного мужества, храбрости и находчивости; вообще убито —8 офицеров и 489 нижних чинов, ранено 10 офицеров и 174 нижних чинов. Во время «второй Плевны» полк потерял 4 офицера и 202 нижних чинов убитыми, 6 офицеров и 245 нижних чинов ранеными. Наконец, полк участвовал в штурме Плевны 30 августа; вместе с румынскими войсками полк атаковал Гривицкий редут; командир полковник Рыкачёв во время атаки бежал впереди, с ружьем, вырванным от убитого турка. Рыкачёв был награждён орденом св. Георгия 4-й степени. Полк понес большие потери: убито 2 офицера и 56 нижних чинов, ранено 11 офицеров и 414 нижних чинов. В бою 28 ноября полк пришёл на помощь гренадерам против прорывавшейся армии Османа-паши. Затем полк был двинут за Балканы и участвовал в бою под Филиппополем. За эту войну полк награждён Георгиевскими трубами с надписью: «За отличие при Плевно и Филиппополе в 1877 и 1878 гг.».
С 18 июля 1898 г. шефом полка состоял король Румынии Карл I, а с 19 апреля 1908 г. в списках полка числился наследник престола Румынии Фердинанд.
10 января 1917 года Его Величество Король Румынский Фердинанд I назначен шефом 18-го пехотного Вологодского Его Величества Короля Румынского полка, коему повелено именоваться впредь – 18-м пехотным Вологодским Его Величества Короля Румынского Фердинанда I полком.

## Знаки отличия полка
1. Полковое знамя Георгиевское с надписями: «За взятие приступом Варшавы 25 и 26 Августа 1831 г. и за Севастополь в 1854 и 1855 годах» и «1803—1903». С Александровской юбилейной лентой. Высочайший приказ от 16 мая 1903 года.
2. Георгиевские трубы с надписями: «За отличие при Плевно и Филиппополе в 1877 и 1878 годах» и «1803—1903»[1]. Пожалованы 17 апреля 1878 года.

## Шефы полка
Шефы полка:
- 16.05.1803 — 08.08.1808[3] — генерал-майор Ушаков, Иван Фёдорович
- 30.08.1808 — 22.02.1811[4] — полковник Тарасов, Никита Максимович
- 27.05.1860 — 15.06.1879 — принц Оранский, наследник Нидерландский Вильгельм
- 18.07.1898 — 10.01.1917 — король Румынский Карл I
- 10.01.1917 — хх.хх.1917 — король Румынский Фердинанд I

## Командиры полка
- 05.07.1804 — 09.02.1805 — майор Масленников
- 07.09.1805 — 22.06.1815 — майор (с 12.12.1808 подполковник) Скворцов, Николай Петрович
- 22.06.1815 — 15.07.1818 — полковник Пятериков, Василий Ильич
- 15.07.1818 — 04.11.1819 — подполковник Урнижевский 1-й
- 04.11.1819 — 12.12.1821 — полковник Астафьев, Лев Евстафьевич
- 01.02.1822 — 26.08.1831[5] — подполковник (с 12.12.1824 полковник) Маске, Иван Ефимович
- 21.09.1831 — 02.04.1833 — подполковник (с 09.01.1832 полковник) Ковалевский, Иван Осипович
- 02.04.1833 — 11.02.1834 — полковник Куриленков
- 11.02.1834 — 08.03.1834 —  полковник Пущин, Николай Николаевич
- 13.03.1834 — 14.05.1834 — полковник Хржановский, Иосиф Илларионович
- 14.05.1834 — 06.09.1839 — полковник (с 01.01.1839 генерал-майор) Дрешерн (Дретерн), Фёдор Карлович
- 06.09.1839 — 17.05.1845 — полковник (с 10.10.1843 генерал-майор) Красовский, Степан Григорьевич
- 18.05.1845 — 20.12.1852 — полковник (с 06.12.1851 генерал-майор) Тулубьев, Алексей Александрович
- 20.12.1852 — 18.12.1854 — полковник (с 19.04.1853 генерал-майор) Проскуряков, Александр Дмитриевич
- 18.12.1854 — 19.03.1859 — подполковник (с 30.08.1855 полковник) Вронский, Максим Григорьевич
- 19.03.1859 — 30.08.1863 — полковник Шелькинг, Эмиль Львович
- 21.11.1863 — 07.11.1868 — полковник Горшков, Андрей Давидович
- 21.11.1868 — 15.07.1877 — полковник барон Соловьёв, Николай Всеволодович
- 17.07.1877 — 03.10.1879 — полковник Рыкачёв, Степан Васильевич
- 03.10.1879 — 02.03.1885 — полковник Алексеев, Александр Евдокимович
- 10.03.1885 — 26.12.1892 — полковник Аспелунд, Виктор Карлович
- 04.01.1893 — 12.03.1897 — полковник фон Фохт, Николай Александрович
- 12.03.1897 — 31.03.1900 — полковник Косенко, Григорий Степанович
- 27.04.1900 — 02.03.1904 — полковник Рагоза, Александр Францевич
- 07.03.1904 — 27.10.1908 — полковник Карабчевский, Платон Владимирович
- 04.12.1908 — 01.05.1910 — полковник Ятельницкий, Никифор Антонович
- 01.05.1910 — 20.04.1915 — полковник (с 12.12.1914 генерал-майор) Ступин, Георгий Владимирович
- 20.04.1915 — 29.11.1916 — полковник (с 21.10.1915 генерал-майор) Терлецкий, Александр Дмитриевич
- 04.12.1916 — после 25.09.1917 — полковник Клёсов, Юлиан Пантелеймонович
- на 08.11.1917 — (вр.и.д.) полковник Губерман, Сергей Васильевич

## Знаки различия полка

### Офицеры
| Описание                    | Знаки различия по состоянию на 1904-1917 гг. | Знаки различия по состоянию на 1904-1917 гг. | Знаки различия по состоянию на 1904-1917 гг. | Знаки различия по состоянию на 1904-1917 гг. | Знаки различия по состоянию на 1904-1917 гг. | Знаки различия по состоянию на 1904-1917 гг. | Знаки различия по состоянию на 1904-1917 гг. | Знаки различия по состоянию на 1904-1917 гг. | Знаки различия по состоянию на 1904-1917 гг. | Знаки различия по состоянию на 1904-1917 гг. |
| Эполеты                     |                                              |                                              |                                              |                                              |                                              |                                              |                                              |                                              |                                              |                                              |
| --------------------------- | -------------------------------------------- | -------------------------------------------- | -------------------------------------------- | -------------------------------------------- | -------------------------------------------- | -------------------------------------------- | -------------------------------------------- | -------------------------------------------- | -------------------------------------------- | -------------------------------------------- |
| Эполеты                     |                                              |                                              |                                              |                                              |                                              |                                              |                                              |                                              |                                              |                                              |
| Погоны                      |                                              |                                              |                                              |                                              |                                              |                                              |                                              |                                              |                                              |                                              |
|                             |                                              |                                              |                                              |                                              |                                              |                                              |                                              |                                              |                                              |                                              |
| Погоны походные (1914-1917) |                                              |                                              |                                              |                                              |                                              |                                              |                                              |                                              |                                              |                                              |
|                             |                                              |                                              |                                              |                                              |                                              |                                              |                                              |                                              |                                              |                                              |
| Классный чин                | Генерал-фельдмаршал (с 17 сентября 1912 г.)  | Полковник                                    | Подполковник                                 |                                              | Капитан                                      | Штабс-капитан                                | Поручик                                      | Подпоручик                                   | Прапорщик                                    |                                              |
| Группа                      | Генералы                                     | Штаб-офицеры                                 | Штаб-офицеры                                 | Штаб-офицеры                                 | Штаб-офицеры                                 | Обер-офицеры                                 | Обер-офицеры                                 | Обер-офицеры                                 | Обер-офицеры                                 | Обер-офицеры                                 |

### Унтер-офицеры и рядовые
| Описание        | Знаки различия по состоянию на 1904-1917 гг.    | Знаки различия по состоянию на 1904-1917 гг. | Знаки различия по состоянию на 1904-1917 гг.            | Знаки различия по состоянию на 1904-1917 гг. | Знаки различия по состоянию на 1904-1917 гг. | Знаки различия по состоянию на 1904-1917 гг. | Знаки различия по состоянию на 1904-1917 гг. | Знаки различия по состоянию на 1904-1917 гг. | Знаки различия по состоянию на 1904-1917 гг. | Знаки различия по состоянию на 1904-1917 гг. | Знаки различия по состоянию на 1904-1917 гг. | Знаки различия по состоянию на 1904-1917 гг. |
| --------------- | ----------------------------------------------- | -------------------------------------------- | ------------------------------------------------------- | -------------------------------------------- | -------------------------------------------- | -------------------------------------------- | -------------------------------------------- | -------------------------------------------- | -------------------------------------------- | -------------------------------------------- | -------------------------------------------- | -------------------------------------------- |
|                 |                                                 |                                              |                                                         |                                              |                                              |                                              |                                              |                                              |                                              |                                              |                                              |                                              |
| Погоны          |                                                 |                                              |                                                         |                                              |                                              |                                              |                                              |                                              |                                              |                                              |                                              |                                              |
|                 |                                                 |                                              |                                                         |                                              |                                              |                                              |                                              |                                              |                                              |                                              |                                              |                                              |
| Годы            | 1904—1906                                       | 1906—1909                                    | 1909—1917                                               | 1906—1909                                    | 1909—1917                                    | 1906—1909                                    | 1909—1917                                    |                                              |                                              |                                              |                                              |                                              |
|                 |                                                 |                                              |                                                         |                                              |                                              |                                              |                                              |                                              |                                              |                                              |                                              |                                              |
| Походные погоны |                                                 |                                              |                                                         |                                              |                                              |                                              |                                              |                                              |                                              |                                              |                                              |                                              |
|                 |                                                 |                                              |                                                         |                                              |                                              |                                              |                                              |                                              |                                              |                                              |                                              |                                              |
| Годы            |                                                 |                                              | 1914—1917                                               |                                              | 1914—1917                                    |                                              | 1914—1917                                    | 1912—1917                                    | 1912—1917                                    | 1912—1917                                    | 1912—1917                                    | 1909—1917                                    |
| Воинское звание | Зауряд-прапорщик, произведённый из фельдфебелей | Зауряд-прапорщик на должности фельдфебеля    | Зауряд-прапорщик (подпрапорщик на офицерской должности) | Подпрапорщик на должности фельдфебеля        | Подпрапорщик на должности фельдфебеля        | Подпрапорщик                                 | Подпрапорщик                                 | Фельдфебель                                  | Старший унтер-офицер                         | Младший унтер-офицер                         | Ефрейтор                                     | Рядовой                                      |
| Группа          | Унтер-офицеры                                   | Унтер-офицеры                                | Унтер-офицеры                                           | Унтер-офицеры                                | Унтер-офицеры                                | Унтер-офицеры                                | Унтер-офицеры                                | Унтер-офицеры                                | Унтер-офицеры                                | Унтер-офицеры                                | Рядовые                                      | Рядовые                                      |

### Другие знаки различия в полку

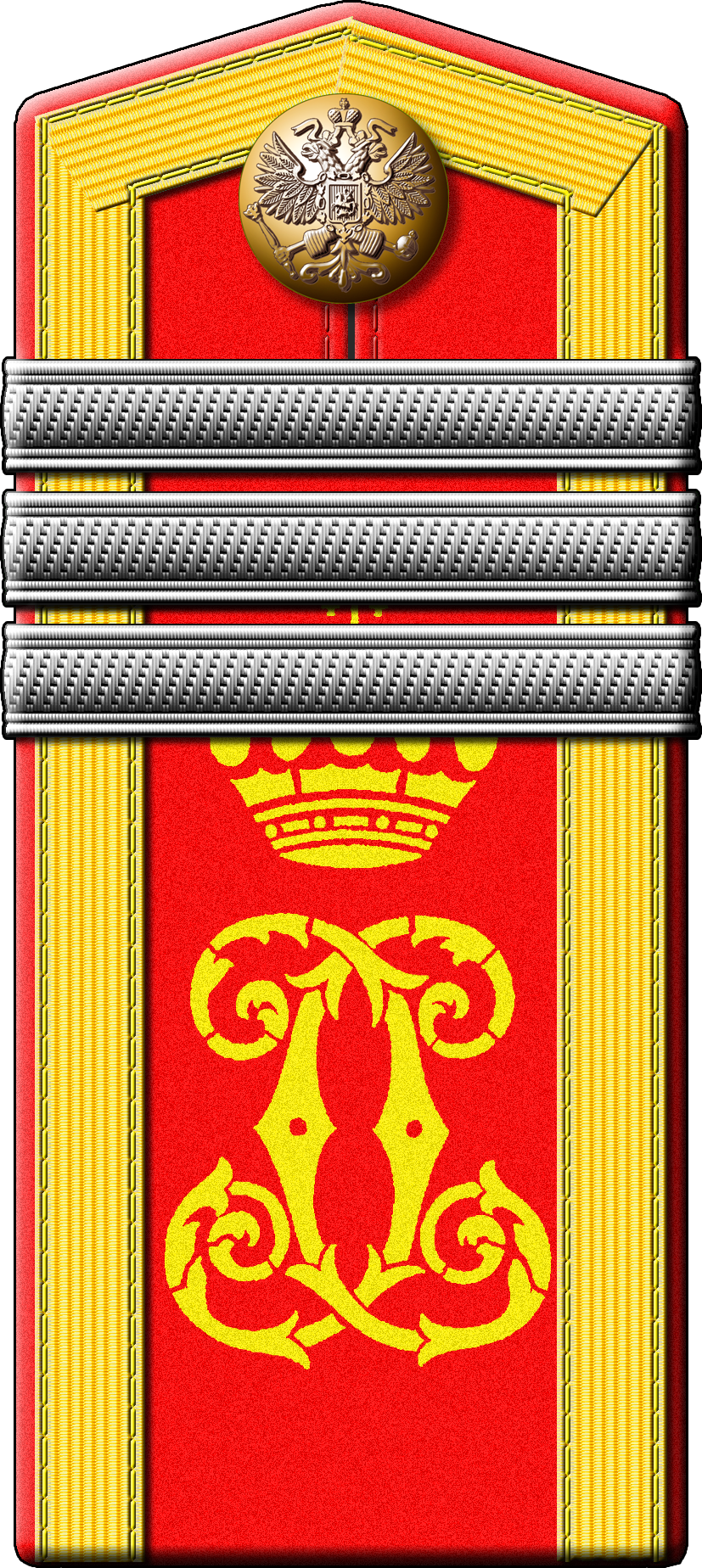
Погон сверхсрочнослужащего 2-го разряда в звании старшего унтер-офицера
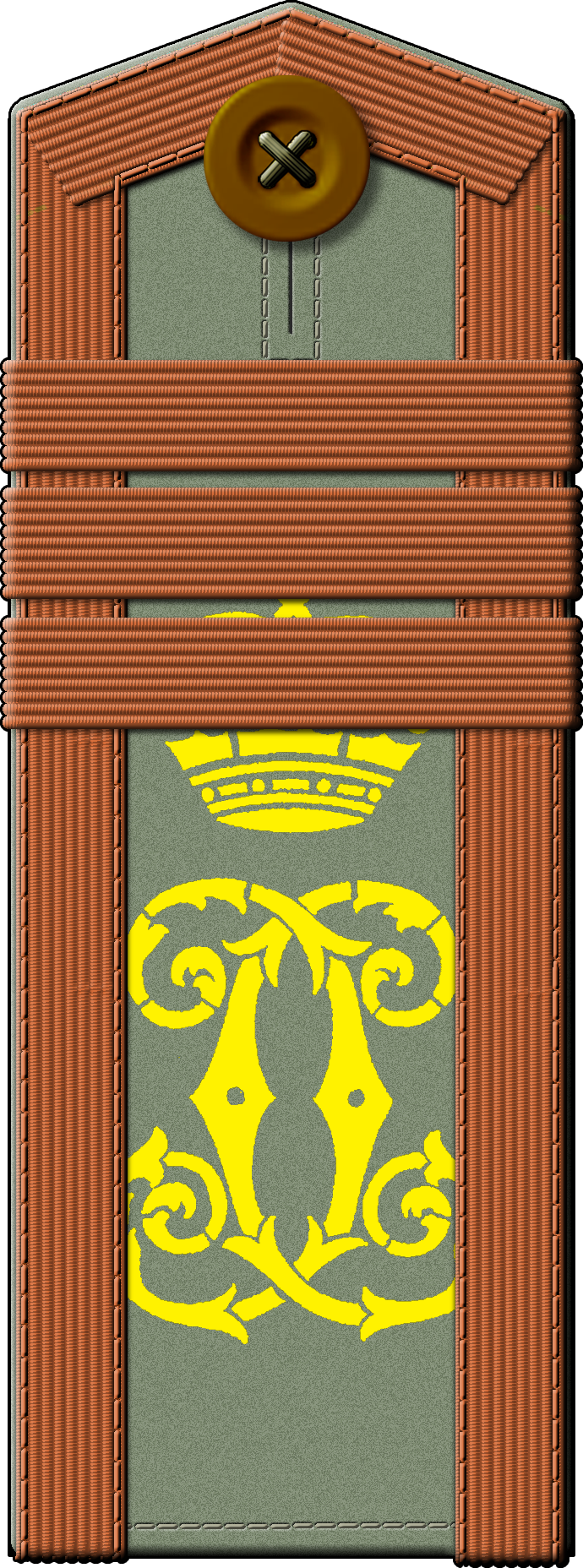
Погон к походному обмундированию сверхсрочнослужащего 2-го разряда в звании старшего унтер-офицера
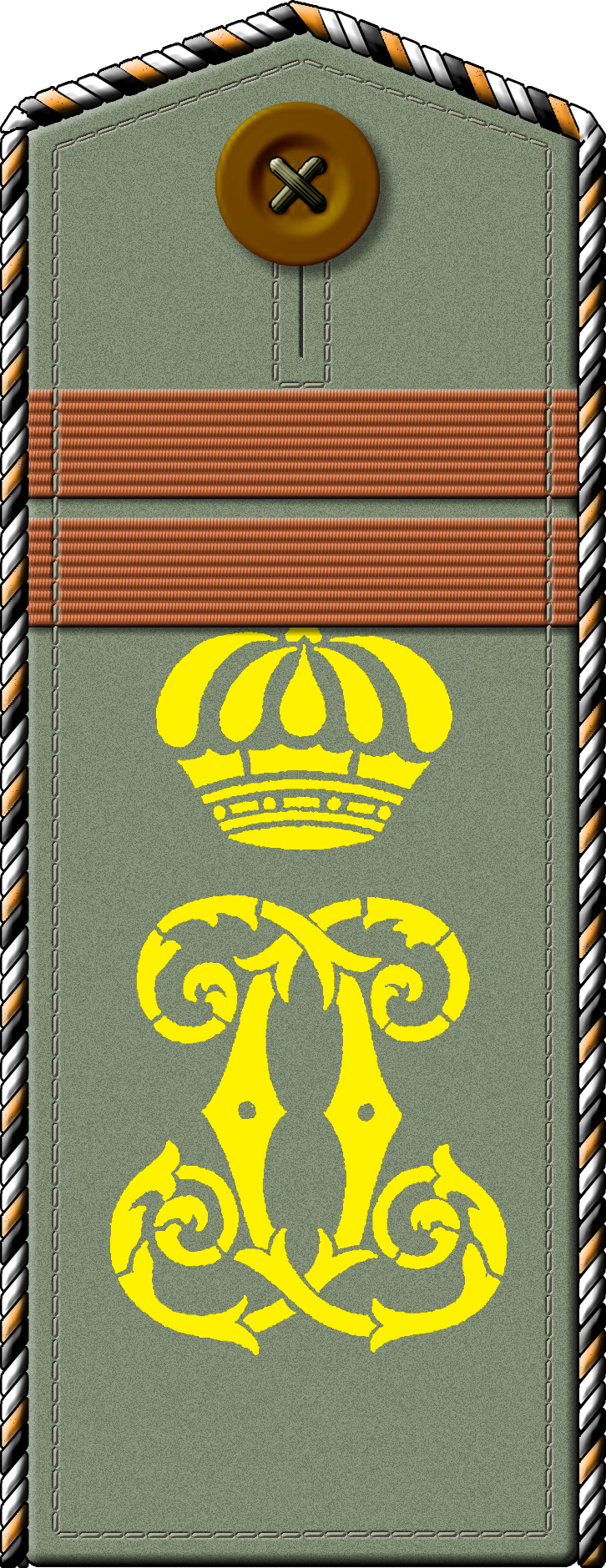
Погоны к походному обмундированию младшего унтер-офицера на правах вольноопределяющегося
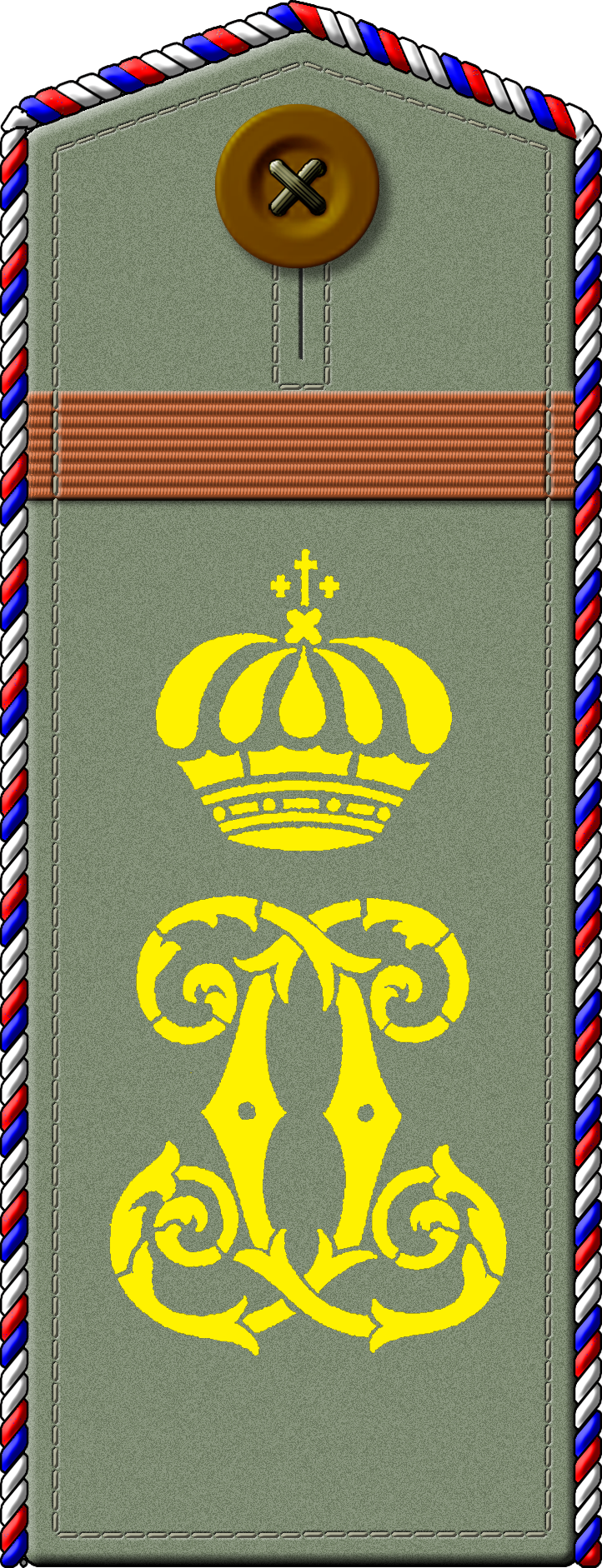
Погон к походному обмундированию ефрейтора из «охотников»
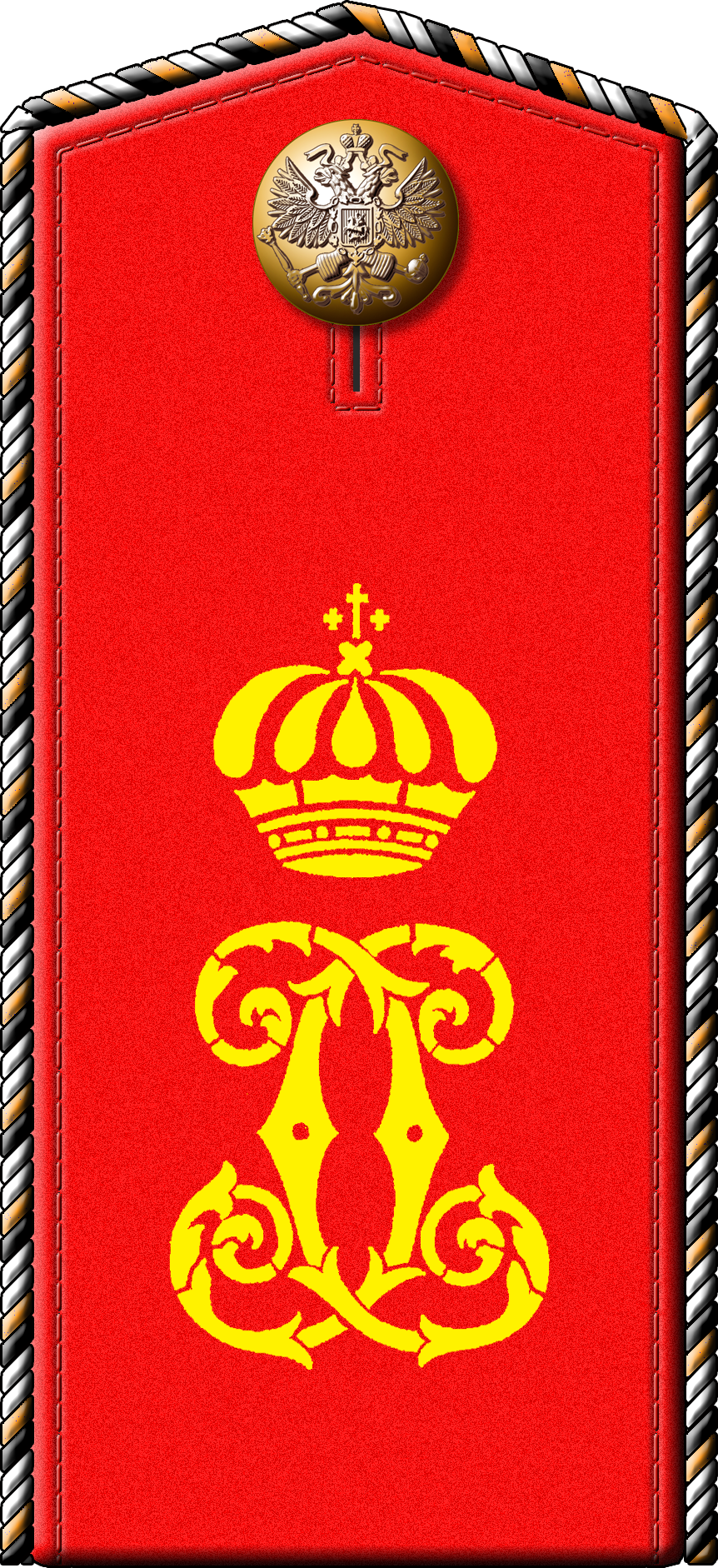
Погон рядового на правах вольноопределяющегося

## Памятники в Болгарии

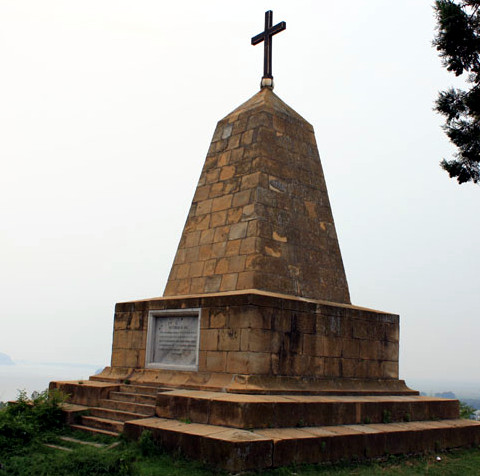
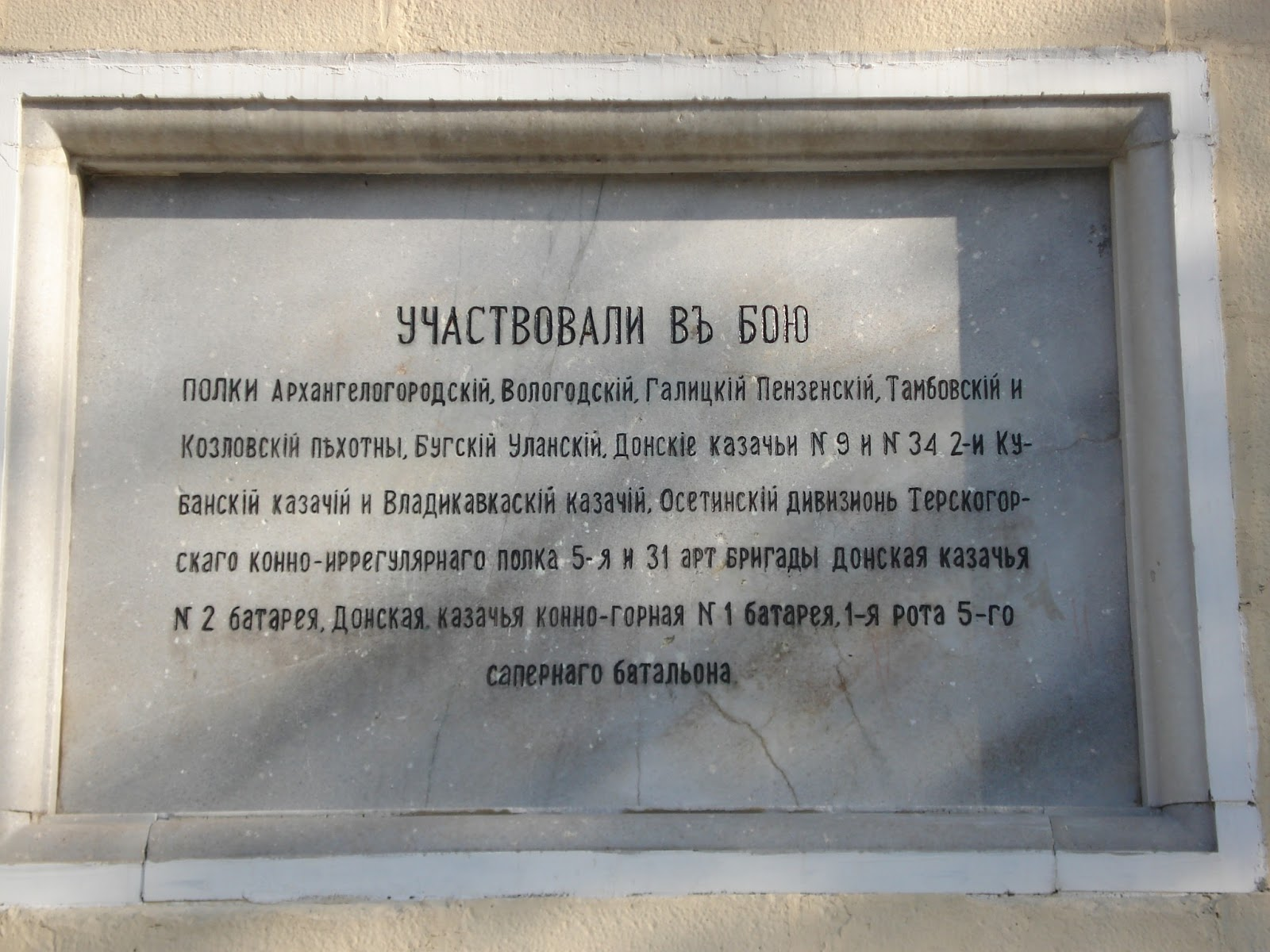
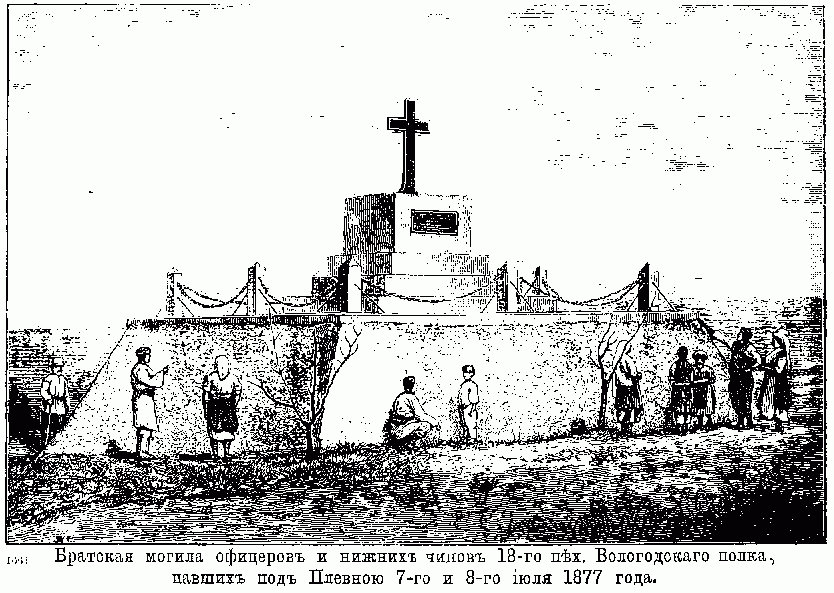
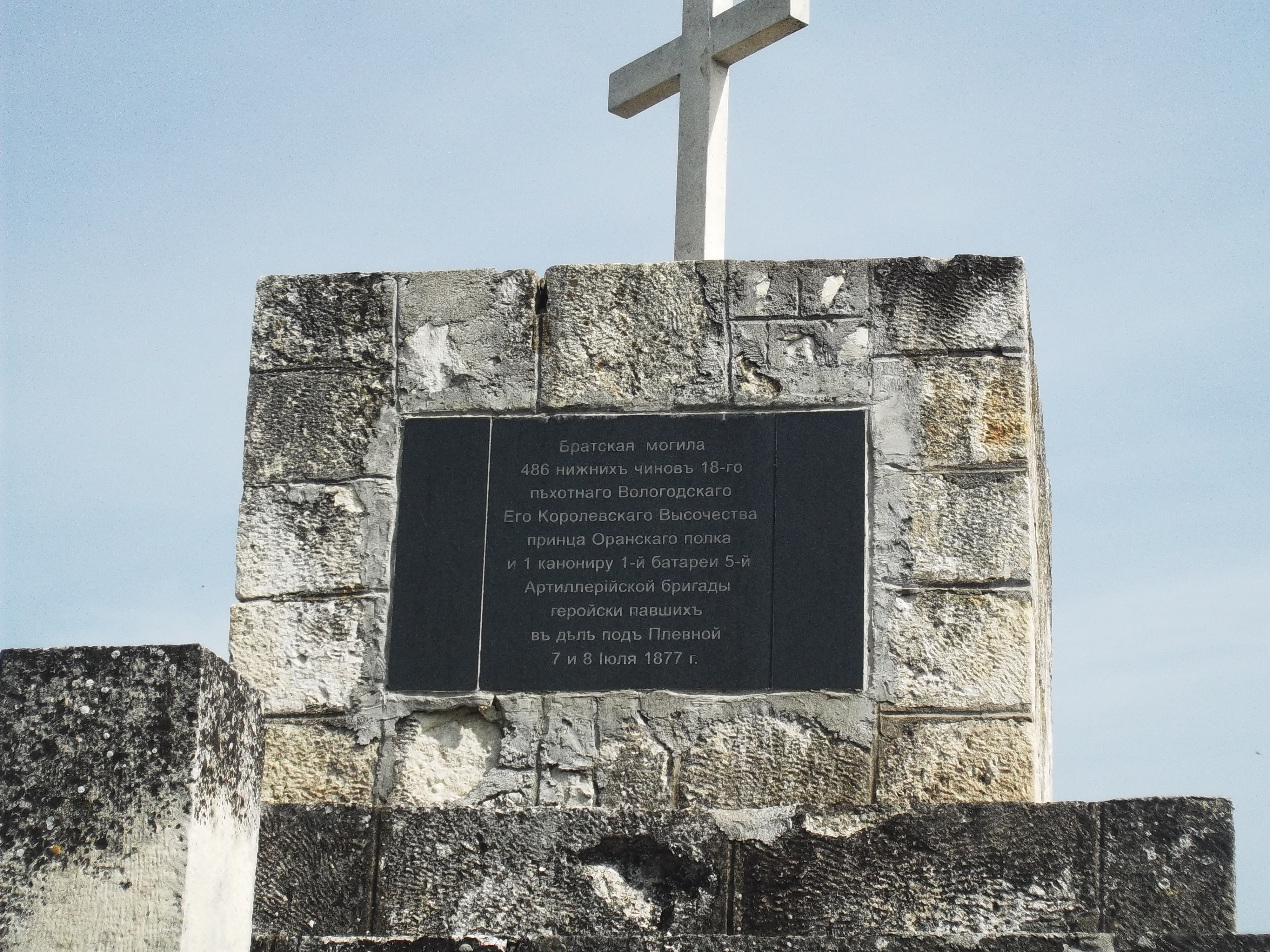
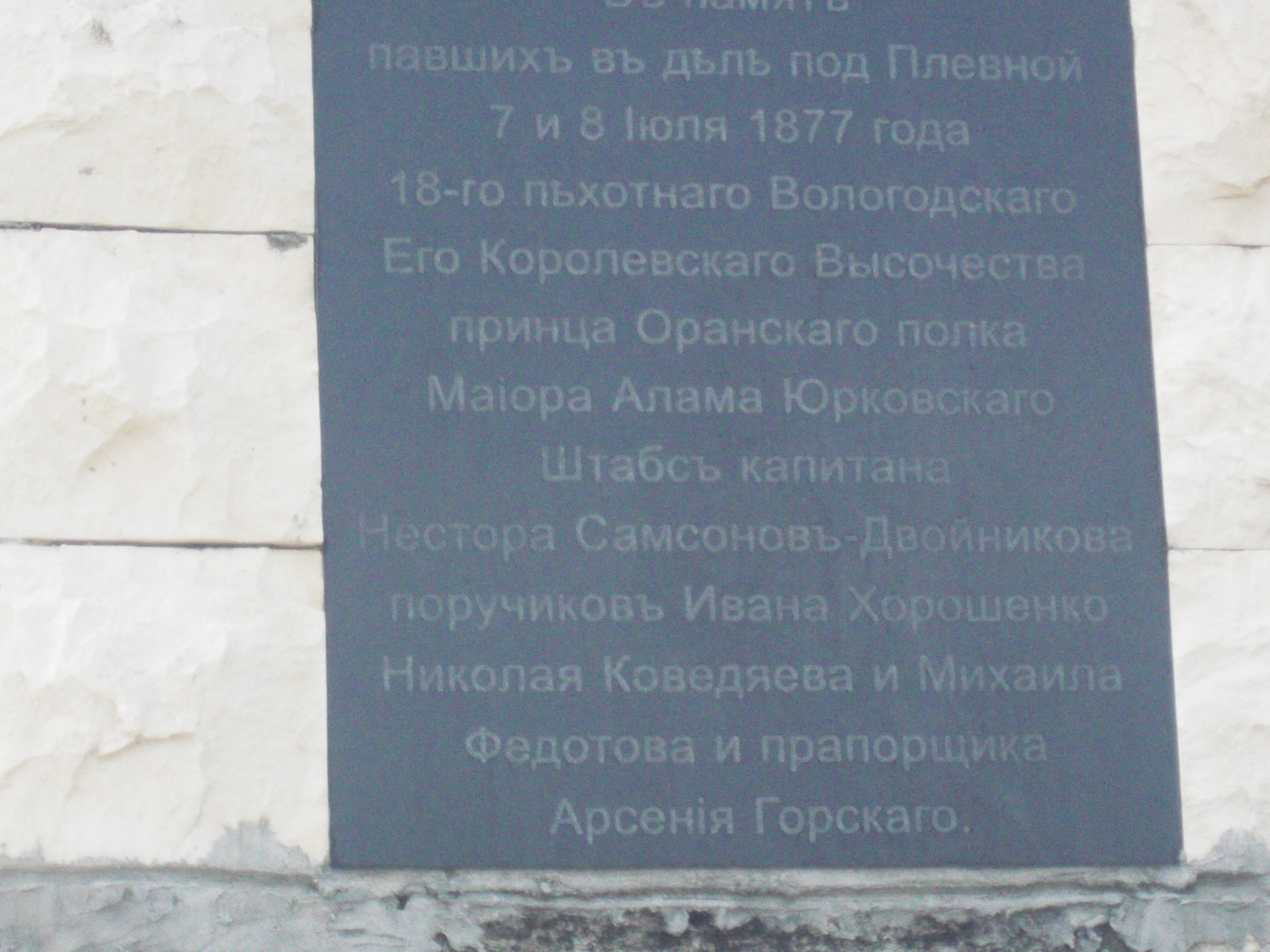
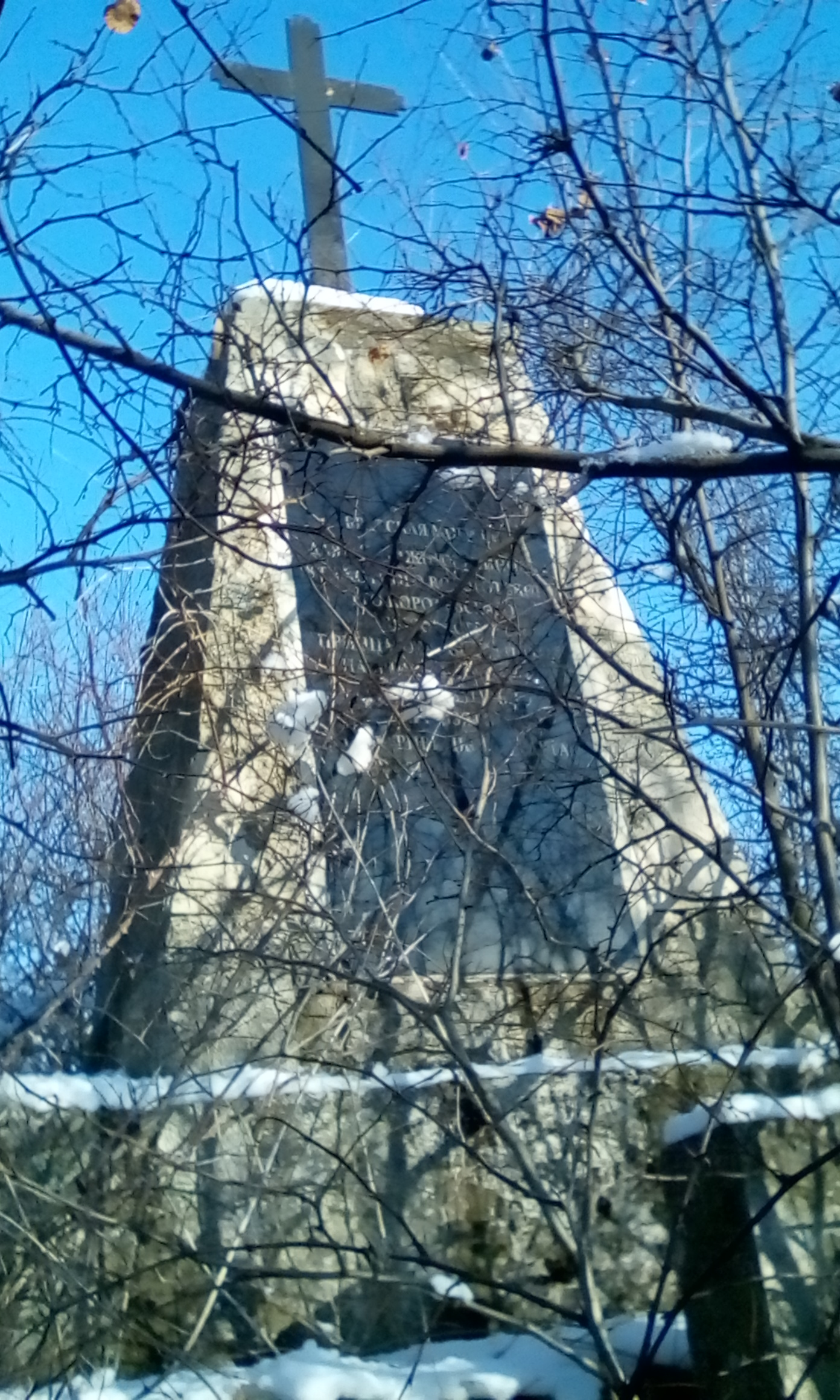
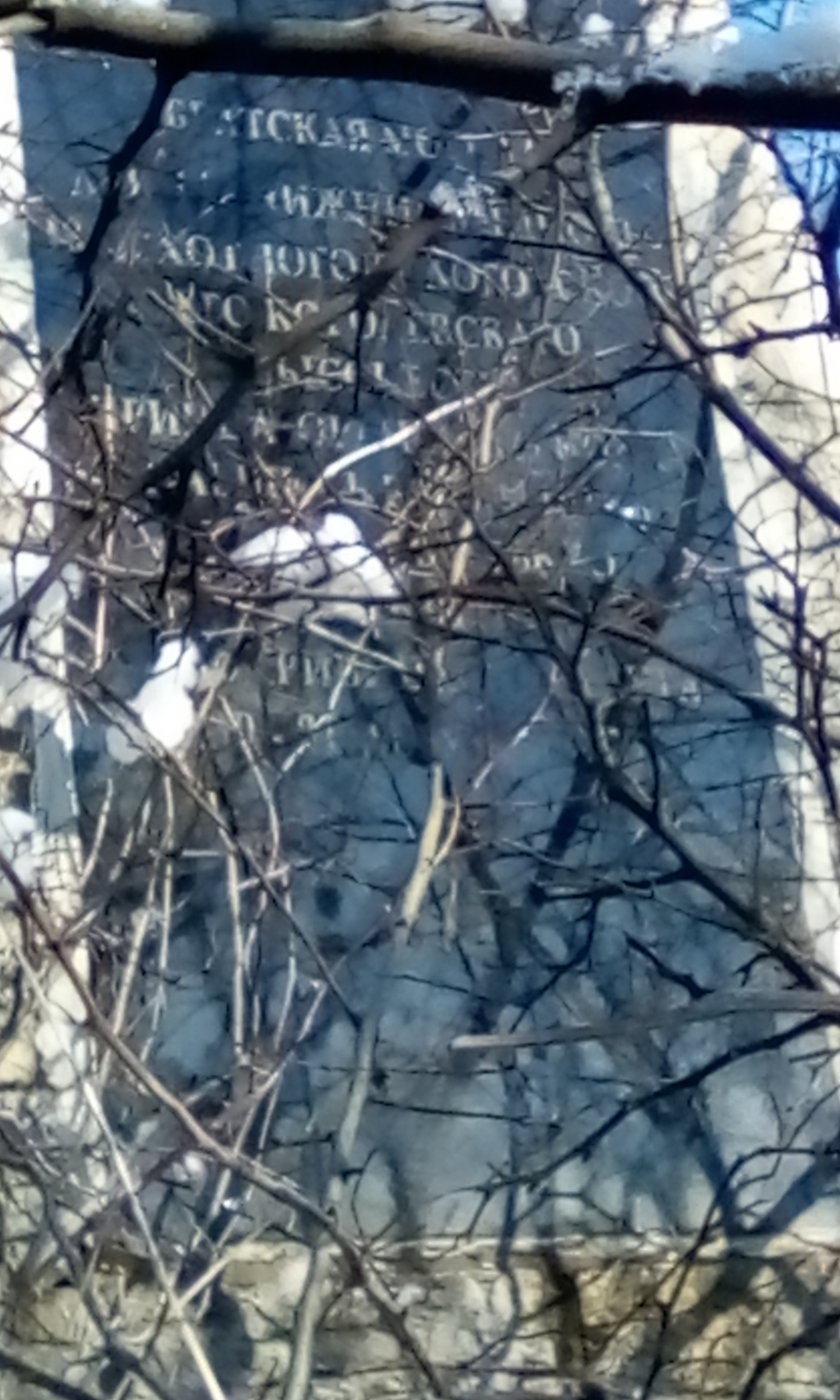
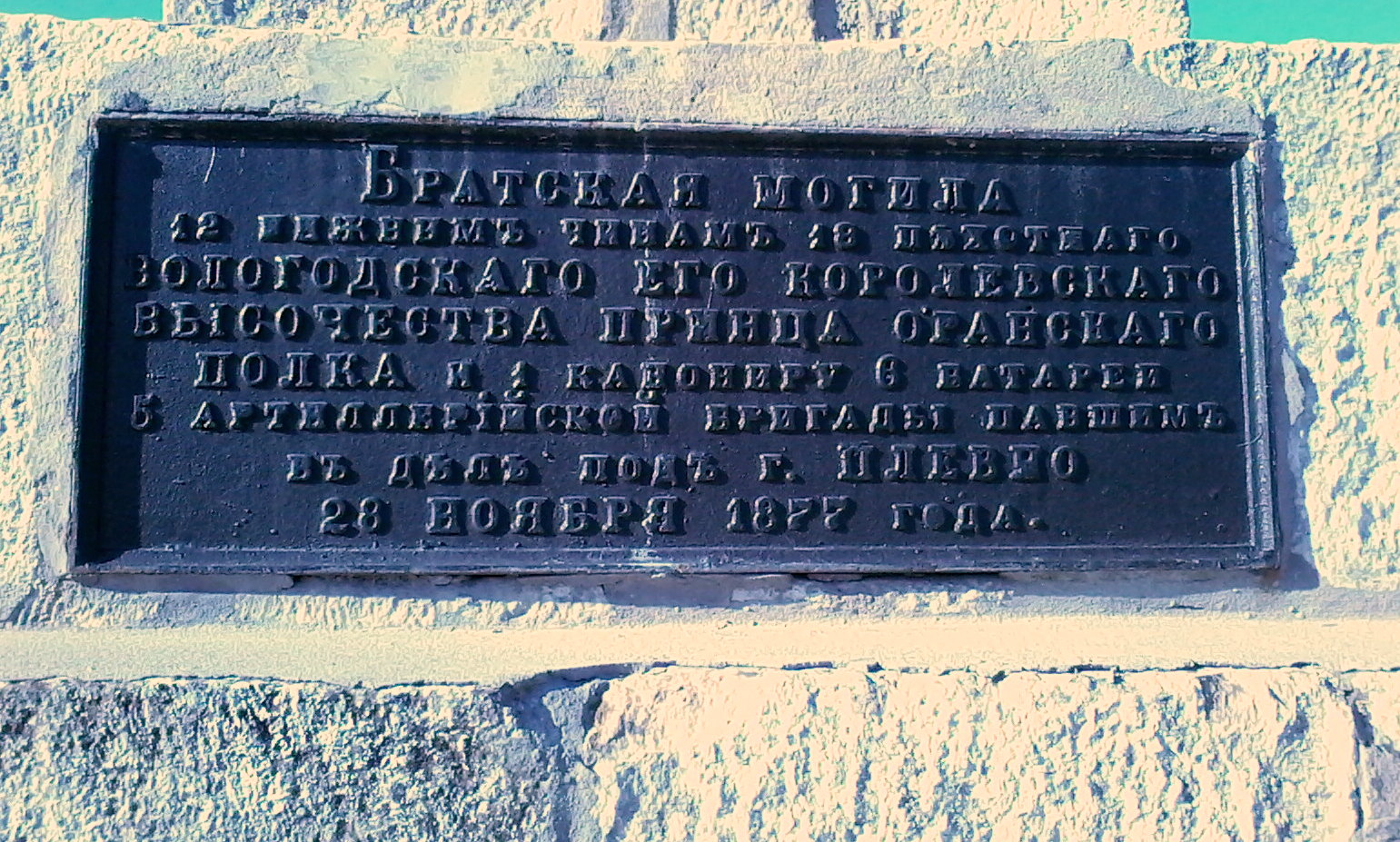
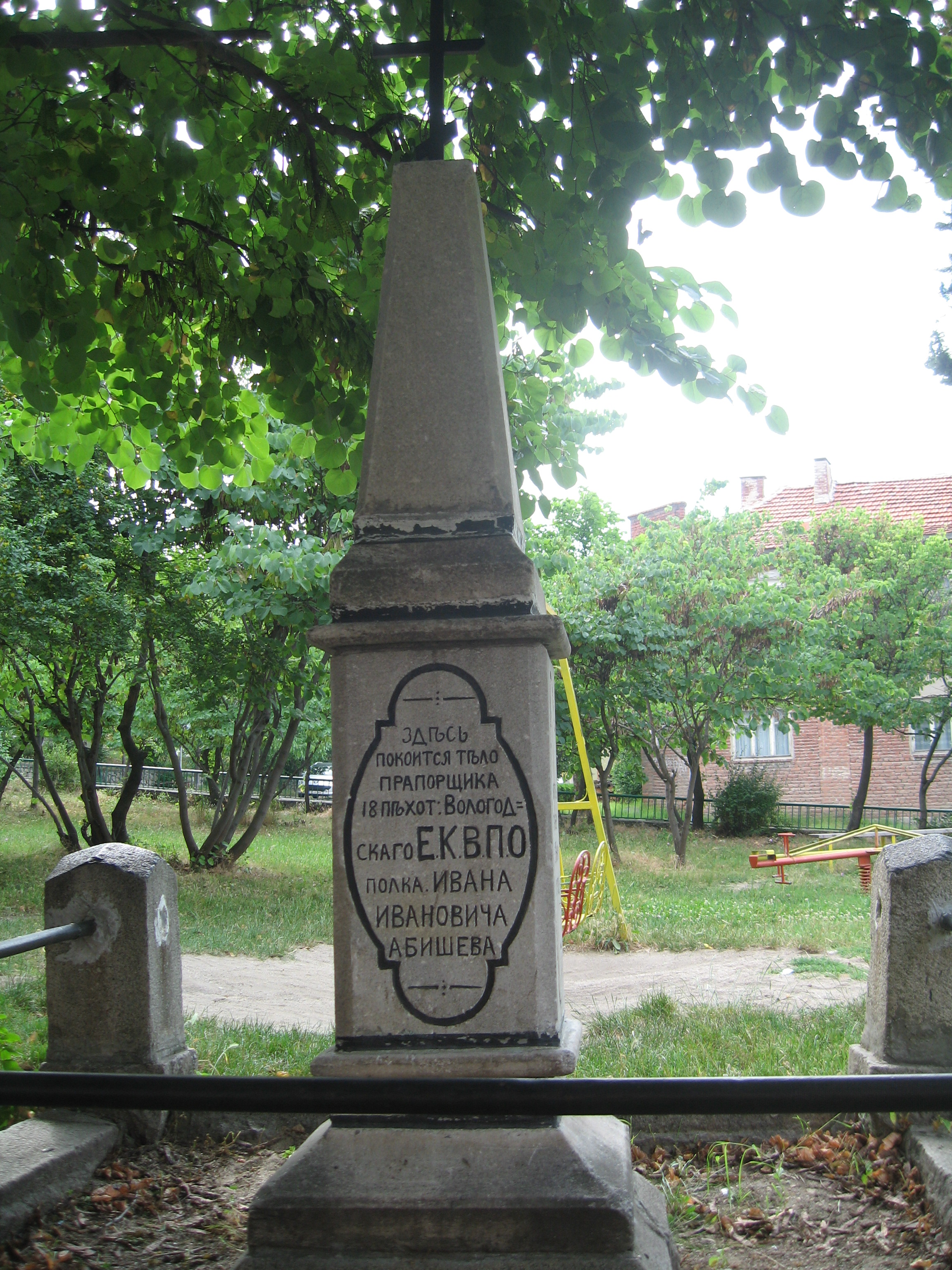